# Behind Closed Doors
Behind Closed Doors: Horrible, Filthy, Vile, Disgusting, Inappropriate, Off-Model Drawings by the Crew of a Popular Cartoon Show («A puertas cerradas: dibujos horribles, sucios, viles, repugnantes, inapropiados y fuera de modelo del equipo de un popular programa de dibujos animados») es un libro inédito de dibujos pornográficos de los personajes de Bob Esponja creados por artistas de guiones gráficos para Nickelodeon a principios de la década de 2000. Mencionado públicamente por primera vez por el guionista de Bob Esponja Kent Osborne en una entrevista a Hogan's Alley en 2012, extractos de Behind Closed Doors se filtraron en línea en julio de 2023 después de que un exempleado anónimo de Nickelodeon se comunicó con el youtuber LSuperSonicQ con información y una selección limitada de dibujos del libro. Reacciones a Behind Closed Doors fueron negativas y la discusión se centró en las representaciones gráficas de los actos sexuales, la crudeza general de las ilustraciones y cuestiones éticas.

## Historia

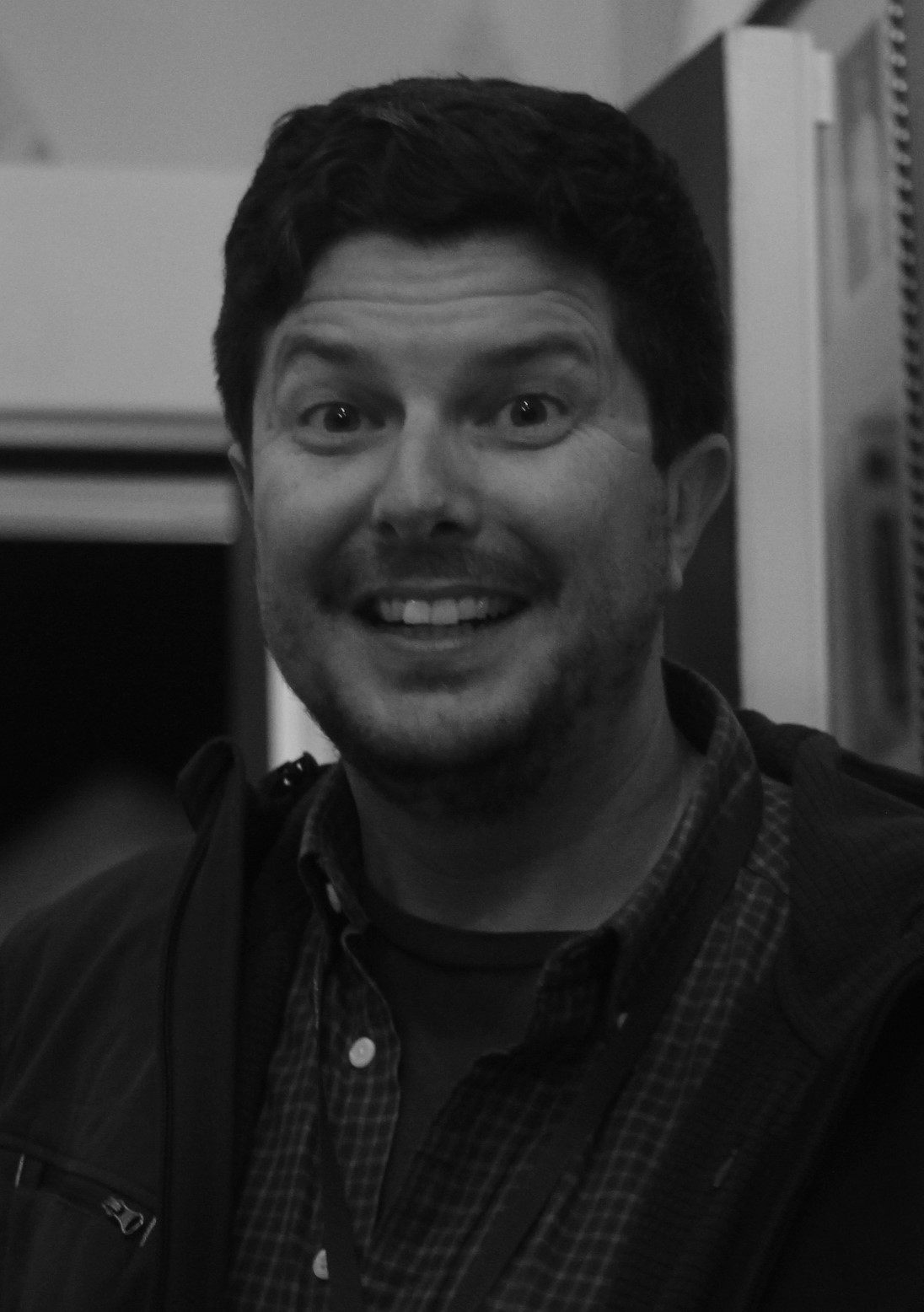
Kent Osborne contribuyó a Behind Closed Doors a principios de la década de 2000.

Bob Esponja es un popular programa de televisión animado que se estrenó en Nickelodeon en 1999. A principios de la década de 2000, los artistas del guion gráfico del programa, como Sam Henderson y Kent Osborne, crearían ilustraciones toscas de los personajes de Bob Esponja en notas post-it para aliviar la ira y divertir a sus compañeros de trabajo. En 2012, Osborne hizo la primera mención pública de Behind Closed Doors en una explicación a Hogan's Alley:

Al final de la temporada, todos los artistas del guion gráfico hacían estos hilarantes y crudos dibujos de Bob Esponja en notas post-it solo para hacer reír a todos los demás. Y estos dibujos irían en la parte posterior de la puerta, porque si la puerta estuviera abierta, nadie los vería. Sam Henderson tomó todos estos post-its y los convirtió en un libro y le dio una copia a todos. El nombre del libro era Behind Closed Doors. No quería poner los nombres de todos en caso de que cayera en las manos equivocadas, por lo que hizo anagramas del nombre de todos y los puso en la parte posterior del libro. Fueron hilarantes. El anagrama para mí fue Tek Bonerson. Hasta el día de hoy, cuando veo Tom Kenny, él se ilumina y dice: «¡Tek!»

## Contenido
Behind Closed Doors contiene cientos de dibujos pornográficos de personajes de Bob Esponja. Las ilustraciones están dibujadas toscamente, y contienen escenarios como Bob Esponja masturbándose, Don Cangrejo/Sr. Cangrejo defecando en un inodoro y Calamardo Tentáculos «reimaginado como un pene sintiente con tentáculos».

## Descubrimiento
En los años transcurridos desde que Osborne reveló la existencia del libro en 2012, Behind Closed Doors adquirió un estatus de «legendario» en la comunidad de Bob Esponja debido a lo escurridizo y misterioso del proyecto. En julio de 2023, un exempleado anónimo de Nickelodeon contactó al youtuber LSuperSonicQ, conocido por crear videos sobre contenido perdido, con información sobre Behind Closed Doors. El exempleado le explicó a LSuperSonicQ que su copia del libro «era uno de los originales en lugar de ser una tercera, cuarta, quinta impresión», y estaba «junto en un cuaderno de espiral anodino». El exempleado proporcionó a LSuperSonicQ la portada del libro y seis imágenes que representan personajes de Bob Esponja en escenarios sexuales. El exempleado también afirmó que Behind Closed Doors contiene «imágenes de guerra de la década de 1940 que usan logotipos de la empresa» y dibujos de personajes de Bob Esponja que sufren daños físicos. LSuperSonicQ usó la información y las imágenes que le proporcionó el exempleado para crear The Darkest SpongeBob Lost Media, Found («El contenido perdido más oscuro de Bob Esponja, encontrado»), un video que analiza las imágenes y su trasfondo histórico.

## Recepción
Al filtrarse en julio de 2023, los dibujos de Behind Closed Doors tuvieron una recepción abrumadoramente negativa. Escribiendo para Kotaku, Isaiah Colbert caracterizó los dibujos como «desquiciados» y dijo que los artistas del guion gráfico de Nickelodeon nunca deberían volver a hacer ilustraciones pornográficas. Hannah Gearan de Screen Rant, Chris Snellgrove de Giant Freakin Robot, Van Toan de Hocmarketing y Randy Meeks de Softonic argumentaron que Behind Closed Doors podría ser una versión que arruine la infancia de su material de origen familiar. haciéndose eco del informe de Colbert de que los fanáticos de Bob Esponja experimentaron «una afluencia de angustia» cuando se reveló el libro.
LSuperSonicQ también expresó una visión crítica de Behind Closed Doors en su video The Darkest SpongeBob Lost Media, Found, argumentando que el libro posiblemente era de naturaleza maliciosa y concluyó: «La moraleja de Behind Closed Doors no es el hecho de que existe simplemente por el valor de shock, sino el hecho de que existe como un remanente de un estudio que ha estado plagado de controversias, incluso en el mejor contenido que se ha producido para nosotros». Meeks compartió la opinión de LSuperSonicQ y afirmó que existen problemas éticos obvios con el contenido del libro.

### Citas
1. 1 2  
Heintjes, 2012; Colbert, 2023.
2. ↑  
Gan, 2023; Colbert, 2023.
3. 1 2 3 4 5  Colbert, 2023.
4. 1 2 3 4  Gan, 2023.
5. ↑  
Gan, 2023; Abraham, 2023.
6. 1 2  Abraham, 2023.
7. ↑  
Gearan, 2023; Snellgrove, 2023; Toan, 2023; Meeks, 2023.
8. ↑  Meeks, 2023.